# Yeardley Smith
Martha Maria Yeardley Smith (n. 3 iulie 1964, Paris, Franța) este o actriță americană. Aceasta este cunoscută pentru vocea personajului Lisa Simpson din serialul de televiziune animat Familia Simpson.
Smith a devenit actriță în 1982 după ce a absolvit școala de teatru. S-a mutat în New York City în 1984 și a apărut pe Broadway în piesa de teatru The Real Thing⁠(d) a lui Tom Stoppard. Primul său lungmetraj a fost Heaven Help Us⁠(d) (1985), urmat de The Legend of Billie Jean⁠(d) și Maximum Overdrive. În 1986, Smith s-a mutat în Los Angeles și a apărut în serialul Brothers⁠(d).
În 1987, Smith a participat la castingul pentru scurtmetrajele Simpsons⁠(d) din cadrul emisiunii The Tracey Ullman Show⁠(d). Aceasta își dorea să obțină rolul lui Bart Simpson, dar directorul de casting a considerat că vocea sa era prea înaltă și a obținut rolul Lisei Simpson. În 1989, scurtmetrajele au fost transformate⁠(d) în serialul independent Familia Simpson. Smith a obținut un Premiu Primetime Emmy⁠(d) la categoria „cel mai bun dublaj⁠(d)” în 1992.
Pe lângă Familia Simpson, Smith a apărut în sitcomul Herman's Head⁠(d) în rolul lui Louise și a avut roluri episodice atât în Dharma & Greg⁠(d), cât și în două episoade din Dead Like Me⁠(d). A avut roluri în filme precum City Slickers⁠(d), Just Write⁠(d), Jucării și Mai bine nu se poate. În 2004, Smith a jucat într-o piesă de teatru Off-Broadway⁠(d) intitulată More la Union Square Theatre⁠(d) din New York. Smith a fost și producător executiv pentru comedia romantică independentă Waiting For Ophelia, care a avut premiera mondială la Festivalul de Film de la Phoenix⁠(d) în aprilie 2009.

## Biografie
Smith s-a născut pe 3 iulie 1964 în Paris, Franța. Tatăl ei, Joseph Smith, a lucrat pentru United Press International din Paris și s-a mutat în Washington, D.C., în 1966, unde a devenit primul editor de necrolog al ziarului The Washington Post. Mama sa, Martha Mayor, a fost conservator⁠(d) pentru Galeriile de Artă Freer⁠(d) și Arthur M. Sackler⁠(d) din cadrul Institutului Smithsonian. Mai târziu, părinții lui Smith au divorțat. Binicul său matern a fost istoricul de artă A. Hyatt Mayor⁠(d), iar printre străbunicii săi era biologul marin A. Hyatt Mayor⁠(d) și artistul Harriet Randolph Hyatt Mayor⁠(d). De asemenea, este nepoata paternă a politologului, istoricului și specialistului în studii latino-americane⁠(d) Peter H. Smith⁠(d). Smith și-a caracterizat familia ca fiind „din clasa superioară și circumspectă”. În copilărie, Smith a fost adesea tachinată din cauza vocii sale neobișnuite; conform actriței, „am aproximativ aceeași voce de la vârsta de șase ani. Poate [vocea mea este] puțin mai gravă acum”. Și-a făcut debutul în actorie într-o piesă pusă în scenă în clasa a VI-a.

## Cariera
Smith a devenit actriță profesionistă în 1982 după absolvirea școlii de teatru. După mai multe roluri în piese de teatru școlare, aceasta a devenit ucenică în cadrul grupului dramatic local Arena Stage⁠(d), având un rol în producția Peter Pan⁠(d). A jucat în alte piese de teatu în Washington. S-a mutat la New York în 1984 și a apărut pe Broadway în piesa The Real Thing a dramaturgului Tom Stoppard alături de Jeremy Irons și Glenn Close. 
Primul rol de film a fost în Heaven Help Us (1985). A avut următorul său rol în The Legend of Billie Jean (1985); filmul a fost un dezastru la box-office⁠(d) și a fost vehement criticat, deși Smith credea că acesta îi va lansat cariera. După încheierea filmărilor, a revenit în distribuția The Real Thing, iar apoi a rămas fără loc de muncă timp de șase luni. Era convinsă că cariera s-a a luat sfârșit. Cu toate acestea, în anul următor, Smith a apărut în Maximum Overdrive (1986), menționând că a fost „cu adevărat un film prost, dar am avut un rol grozav în el”.
Smith s-a mutat la Los Angeles în 1986, deoarece i s-a promis un rol într-un film de televiziune. După casting, rolul a fost acordat unei alte actrițe. Smith a decis să „construiască un zid în jurul meu” pentru a ține piept dezamăgirilor din industrie, conștientizând că „oamenii nu realizează cât de multă influență au asupra unui actor impresionabil - și toți actorii sunt impresionabili”. În Los Angeles, aceasta a apărut în piesele de teatru Living on Salvation Street, fiind plătită cu 14$ pentru fiecare punere în scenă, Boys and Girls/Men and Women, How the Other Half Loves⁠(d) și a avut un rol în serialul Showtime Brothers. A apărut în filmele The Legend of Billie Jean și Ginger Ale Afternoon⁠(d) (1989), fiind una dintre „fetele din parcul de rulote”. Mai târziu, actrița a regretat că a acceptat rolul din filmul Ginger Ale Afternoon.

### Familia Simpson
Smith a devenit cunoscută pentru realizarea vocii personajului Lisa Simpson în serialul Familia Simpson, cel mai longeviv rol al carierei sale. Aceasta este vocea personajului încă din 1987, începând cu scurtmetrajele Simpsons⁠(d) din emisiunea The Tracey Ullman Show. Smith s-a prezentat la casting pentru a obține rolul lui Bart Simpson, fratele Lisei, însă directorul de casting Bonita Pietila⁠(d) a considerat că are vocea prea înaltă pentru rol. Cu privire la procesul de selecție, Smith a declarat ulterior că „am citit două replici în rolul lui Bart și mi-au spus: 'Vă mulțumesc că ați venit!'”. În schimb, aceasta a primit rolul Lisei Simpson. Actrița neagă zvonurile conform cărora urma să refuze rolul, deși recunoaște că nu plănuia să aibă o carieră ca actriță de voce. Pietila a declarat că Smith era actrița potrivită pentru rol. Pentru a-și interpreta personajul, Smith își ridică ușor vocea. Lisa este singurul personaj principal interpretat de Smith, deși în unele episoade clasice, aceasta a realizat o parte din scâncetele lui Maggie. Smith a mai interpretat alte două personaje asemănătoare Lisei - Lisa Bella în „Last Tap Dance in Springfield⁠(d)” și Lisa Jr. în „Misionary: Impossible⁠(d)” (ambele din sezon 11). Aceasta își petrece două zile pe săptămână pentru a-și înregistra replicile.
Până în 1998, Smith era plătită cu 30.000 de dolari pe episod. În timpul unei dispute salariale din 1998, Fox a amenințat că îi va înlocui pe cei șase actori principali cu alți actori. Cu toate acestea, disputa a fost rezolvată în cele din urmă și a primit 125.000 de dolari pe episod până în 2004, când actorii au cerut din nou să le fie mărite salariile. Problema a fost rezolvată o lună mai târziu, iar salariul lui Smith a ajuns la 250.000$ pe episod. După renegocierile salariale din 2008, actorii au primit aproximativ 400.000 de dolari pe episod. Trei ani mai târziu, când Fox amenința cu anularea serialului dacă costurile de producție nu vor scădea, Kavner și ceilalți membri ai distribuției au acceptat o reducere cu 30% a salariului (puțin peste 300.000 de dolari pe episod).
În ciuda rolului său celebru la nivel mondial, Smith este rareori recunoscută în public, însă acest lucru nu o deranjează. Conform actriței, „oamenii nu mă recunosc niciodată numai după voce”. Într-un interviu din 2009 pentru The Guardian, aceasta a declarat că „este cea mai bună slujbă din lume. Sunt complet recunoscătoare pentru libertatea pe care Familia Simpson mi-a adus-o în viață”.
Smith a primit un Primetime Emmy în 1992, dar a menționat că „o parte din mine nu consideră acest premiu ca fiind un Emmy adevărat”.  Cu toate acestea, Smith s-a declarat încâtată de faptul că este asociată cu Lisa Simpson. Creatorul emisiunii, Matt Groening, a susținut că Smith seamănă mult cu Lisa: „Yeardley are convingeri morale puternice despre personajul său. Există replici scrise pentru Lisa pe care Yeardley le citește și spune: 'Nu, nu aș spune asta'”. Scriitorul Jay Kogen i-a lăudat interpretarea, în special pe cea din episodul „Lisa's Substitute⁠(d)”, considerând-o capabilă „să transcendă comedia” și să realizeze scene dramatice impresionante.

### Alte proiecte
Din 1991 până în 1994, pe lângă rolul din Familia Simpson, Smith a interpretat-o pe Louise în sitcomului Herman's Head⁠(d). Aceasta a avut roluri de televiziune în Dharma & Greg⁠(d), Dead Like Me⁠(d), Phil of the Future⁠(d) și Teen Angel⁠(d). Unul dintre cele mai cunoscute roluri ale sale este cel al  vânzătoarei însărcinate Nancy în lungmetrajul Orășenii⁠(d) (1991); experiența a învățat-o că „este mai bine să ai roluri minore în filme pe care le vizionează toată lumea”. În 1997, a apărut în filmul independent Just Write⁠(d). De asemenea, a avut roluri în Jucării și Mai bine nu se poate. Regizorul James L. Brooks i-a oferit un rol în filmul I'll Do Anything⁠(d) din 1994, însă scenele sale au fost ulterior eliminate.
În 2004, Smith a apărut în piesa de teatru Off-Broadway More în cadrul Union Square Theatre⁠(d) din New York. Regizată de Judith Ivey⁠(d), piesa abordează succesul serialului Familia Simpson, episoadele de bulimie, familia și relațiile. Criticul Margo Jefferson al ziarului New York Times a considerat că „actul carierei trebuie scurtat. Acest fapt implică niște modificări, dar nu va afecta cele mai bune scene din More. Este înviorător să auzi o celebritate vorbind liber despre capcana celebrității.” Va interpreta acest rol timp de trei săptămâni în anul următor.
În 2011, Smith a jucat rolul doamnei Miller în filmul The Chaperone⁠(d).
În iunie 2016, Human Rights Campaign a lansat un videoclip în care Smith și alți oameni spuneau povești despre victimele atentatului din Orlando. Pe 30 martie 2019, Smith a fost onorată cu National Leadership Award al Human Rights Campaign din Los Angeles pentru activismul său pro-LGBT⁠(d).
În 2017, Smith a lansat Small Town Dicks, un podcast care explorează crimele comise în localitățile din Statele Unite. A fost gazda podcastului alături de Zibby Allen până în martie 2019.

## Viața personală
Smith s-a căsătorit cu actorul anglo-canadian Christopher Grove în 1990. Cei doi au divorțat în 1992 din cauza unor diferențe ireconciliabile.
Într-un interviu din 1997 pentru The Daily Targum⁠(d), Smith a declarat: „Sunt timidă, dar am o personalitate extrovertită pe care o pot utiliza atunci când trebuie”. De asemenea, a precizat că este o actriță „privată”.
Smith a avut bulimie în adolescență. 
În 2011, Smith a lansat un brand de pantofi pentru femei intitulat Marchez Vous.
S-a căsătorit cu Daniel Erickson în 2002; căsătoria a durat șase ani și Smith a depus cererea de divorț pe 21 mai 2008. Pe 11 iunie 2022, Smith s-a căsătorit cu detectivul Dan Grice, una dintre gazdele podcastului Small Town Dicks. L-a întâlnit în timp ce îi asigura securitatea personală în timpul unui eveniment.
Smith este votant al Partidului Democrat.
În 2018, aceasta l-a ironizat pe republicanul Ted Cruz, deoarece acesta a caracterizat Partidul Democrat drept „partidul Lisei Simpson”.

## Filmografie

### Filme
| An   | Film                           | Rol                                       | Note                |
| ---- | ------------------------------ | ----------------------------------------- | ------------------- |
| 1985 | Heaven Help Us                 | Kathleen                                  |                     |
| 1985 | The Legend of Billie Jean      | Putter                                    |                     |
| 1986 | Maximum Overdrive              | Connie                                    |                     |
| 1987 | Three O'Clock High             | Cheerleader                               |                     |
| 1989 | Listen to Me                   | Cootz                                     |                     |
| 1989 | Silence Like Glass             | Karen                                     |                     |
| 1989 | Ginger Ale Afternoon           | Bonnie Cleator                            |                     |
| 1991 | City Slickers                  | Nancy                                     |                     |
| 1992 | Toys                           | Researcher Miss Drum                      |                     |
| 1993 | We're Back! A Dinosaur's Story | Cecilia Nuthatch                          | Voce                |
| 1996 | Jingle All the Way             | Femeia care-l lovește pe Howard cu poșeta | Nemenționat         |
| 1997 | Just Write                     | Lulu                                      |                     |
| 1997 | As Good as It Gets             | Jackie Simpson                            |                     |
| 2002 | Back by Midnight               | Veronica                                  |                     |
| 2007 | The Simpsons Movie             | Lisa Simpson                              | Voce                |
| 2009 | Waiting for Ophelia            | Caitlin O'Malley                          | Producător executiv |
| 2009 | Miracle of Phil                | Holly                                     |                     |
| 2009 | Tug                            | Mom                                       |                     |
| 2010 | High School                    | Teacher                                   | Rol cameo           |
| 2010 | Virginia                       | Mrs. Whitaker                             |                     |
| 2011 | The Chaperone                  | Ms. Miller                                |                     |
| 2011 | New Year's Eve                 | Maude                                     |                     |
| 2011 | Spork                          | Ms. Danahy                                |                     |
| 2016 | Miles                          | Mrs. Armstrong                            |                     |
| 2018 | All Square                     | Beaches                                   | Producător          |

### Seriale
| An           | Serial                                                  | Rol                                     | Note                                                                      |
| ------------ | ------------------------------------------------------- | --------------------------------------- | ------------------------------------------------------------------------- |
| 1984         | ABC Afterschool Special                                 | Jenny                                   | Episodul 13.4: „Mom's on Strike”                                          |
| 1987–1989    | Brothers                                                | Louella Waters                          | 46 de episoade                                                            |
| 1985         | The Recovery Room                                       | Jill                                    | Film de televiziune                                                       |
| 1986         | Tales from the Darkside                                 | Betty Ann Cooper                        | Episodul 2.23: „Fear of Floating"                                         |
| 1986         | Mama's Family                                           | Bonita Rokiki                           | Episodul 3.11: „Where There's Smoke"                                      |
| 1987         | Square One Television (Mathnet)                         | Jane Rice-Burroughs                     | 4 episoade Episodul 1.2: „The Problem of the Missing Monkey"              |
| 1987–1989    | The Tracey Ullman Show                                  | Lisa Simpson (voce)                     | Scurtmetrajele Simpsons                                                   |
| 1988         | CBS Summer Playhouse                                    | Paula Bennett                           | Episodul 2.17: „Tickets, Please"                                          |
| 1989         | Murphy Brown                                            | Phoebe Cramer                           | Episodul 2.5: „Miles' Big Adventure"                                      |
| 1989–present | The Simpsons                                            | Lisa Simpson (voce) Yeardley Smith      | Rol principal Primetime Emmy Award for Outstanding Voice-Over Performance |
| 1990         | Sydney                                                  | Tracy Cole                              | Episodul 1.8: „The Me Nobody Knows"                                       |
| 1990         | 42nd Primetime Emmy Awards                              | Lisa Simpson (voce)                     | Emisiune specială                                                         |
| 1991–1994    | Herman's Head                                           | Louise Fitzer                           | Rol principal; 32 de episoade                                             |
| 1991         | Sesame Street                                           | Lisa Simpson (voce)                     | 1 episod; Monster in the Mirror                                           |
| 1991–2004    | Rugrats                                                 | Brown Dummy Bear, alte personaje (voce) |                                                                           |
| 1992         | Likely Suspects                                         | Unnamed character                       | Episodul 1.11: „Am I Not Your Stiff"                                      |
| 1994         | Empty Nest                                              | Sally                                   | Episodul 7.3: „Just for Laughs"                                           |
| 1997         | Toothless                                               | Gatekeeper                              | Film de televiziune                                                       |
| 1997         | Smart Guy                                               | Mrs. Rawlings                           | Episodul 2.5: „Dumbstruck"                                                |
| 1997         | Teen Angel                                              | Miss Gross                              | Episodul 1.8: „Jeremiah Was a Bullfrog"                                   |
| 1997–2002    | Dharma & Greg                                           | Marlene                                 | 17 episoade                                                               |
| 1998         | Sports Night                                            | Malory Moss                             | Episodul 1.4: „Intellectual Property"                                     |
| 1999         | Nash Bridges                                            | Stevie Strong                           | Episodul 5.9: „Crosstalk"                                                 |
| 2001         | Last Dance                                              | Unnamed character                       | Film de televiziune                                                       |
| 2003         | Becker                                                  | Ruby                                    | Episodul 5.19: „Ms. Fortune"                                              |
| 2004         | Dead Like Me                                            | Penny                                   | Episoadele 2.12: „Forget Me Not" și 2.14: „Always"                        |
| 2005         | Phil of the Future                                      | Mrs. Teslow                             | Episoadele 1.18: „Double Trouble" și 1.20: „Corner Pocket"                |
| 2005         | Strong Medicine                                         | Real Estate Agent                       | Episodul 6.5: „Dying Inside"                                              |
| 2009         | Mad Men                                                 | Nurse                                   | Episodul 3.5: „The Fog"                                                   |
| 2009         | The Wishing Well                                        | Mary                                    | Film de televiziune                                                       |
| 2010         | The Big Bang Theory                                     | Sandy                                   | Episodul 3.14: „The Einstein Approximation"                               |
| 2010         | The Simpsons 20th Anniversary Special – In 3-D! On Ice! | Yeardley Smith Lisa Simpson (voce)      | Emisiune specială                                                         |
| 2012         | FOX 25th Anniversary Special                            | Lisa Simpson (voce)                     | Emisiune specială                                                         |
| 2013         | Hot in Cleveland                                        | Margaret                                | Episodul 4.21: „Corpse Bride"                                             |
| 2014         | Revenge                                                 | Phyllis                                 | Episodul 4.1: „Renaissance"                                               |
| 2014         | Family Guy                                              | Lisa Simpson (voce)                     | Episodul 13.1: The Simpsons Guy"                                          |
| 2014–2015    | The Mindy Project                                       | Carolyn                                 | Episodul 3.6: „Caramel Princess Time" and Episode 3.12: Stanford          |
| 2016         | Fresh Off the Boat                                      | Marie (angajat Costco)                  | Episodul 3.6: „WWJD: What Would Jessica Do?"                              |
| 2017         | Mom                                                     | Enid                                    | Episodul 4.21: „A Few Thongs and A Hawaiian Funeral"                      |

### Jocuri video
| An   | Joc video                   | Rol          |
| ---- | --------------------------- | ------------ |
| 1991 | The Simpsons                | Lisa Simpson |
| 1996 | The Simpsons Cartoon Studio | Lisa Simpson |
| 1997 | Virtual Springfield         | Lisa Simpson |
| 1999 | The Simpsons Bowling        | Lisa Simpson |
| 2000 | The Simpsons Wrestling      | Lisa Simpson |
| 2001 | The Simpsons: Road Rage     | Lisa Simpson |
| 2002 | The Simpsons Skateboarding  | Lisa Simpson |
| 2003 | The Simpsons: Hit & Run     | Lisa Simpson |
| 2007 | The Simpsons Game           | Lisa Simpson |
| 2012 | The Simpsons: Tapped Out    | Lisa Simpson |